# N.J. Burkett
Newton Jones Burkett III, beter bekend onder zijn alias N.J. Burkett, (Orange (New Jersey), 6 mei 1962) is een Amerikaans journalist en correspondent.
Burkett werkt sinds 1989 voor WABC-TV, het grootste tv-station van ABC, exclusief voor de stad New York en omgeving. Hij werd internationaal bekend door zijn verslaggeving over de aanslagen op het World Trade Center op 11 september 2001, waarvoor hij uitgebreid werd gelauwerd.

## Biografie
Newton Jones Burkett groeide op in Elizabeth in de Amerikaanse staat New Jersey. Hij studeerde af met een diploma politieke wetenschappen en internationale betrekkingen aan de Columbia-universiteit. In 1989 stapte hij over van WFSB-TV in Hartford (Connecticut), naar het grote ABC-netwerk, waar hij zowel correspondent voor de staat New York als oorlogscorrespondent werd en waar Burkett de naam waaronder hij zou werken prompt veranderde. Burkett koos voor de voorletter van zijn voornaam en zijn tweede naam. "Ze vonden dat Newton Jones Burkett een beetje aristocratisch klonk en ik beschouw mezelf als een redelijk toegankelijk persoon", aldus Burkett. "N.J. Burketts onderscheidende verhaalvertelling, productievaardigheden en bekroonde internationale verslaggeving hebben een unieke dimensie toegevoegd aan de berichtgeving van WABC-TV over metropolitaans New York", aldus zijn werkgever WABC-TV.
This is as close as we can get to the base of the World Trade Center. You can see the firemen assembled here, the police officers, FBI agents, and you can see the two towers. A huge explosion now. Raining debris on all of us. We better get out off the way! [...] Dichter bij het World Trade Center kunnen we niet komen. Je kunt de brandweerlieden hier zien, de politieagenten, FBI-agenten en je kunt de twee torens zien. Een enorme explosie nu. Het regent puin op ons allemaal. We maken ons maar beter uit de voeten!
Burkett werd op 11 september 2001 door ABC New York uitgestuurd om verslag uit te brengen over de terroristische aanslagen op 11 september 2001 op de Twin Towers van het World Trade Center in Lower Manhattan. Hij bevond zich op vijftig meter van de Twin Towers toen de South Tower instortte, aan de overzijde van West Street bij het World Financial Center. Net op dat ogenblik ging hij rechtstreeks op antenne nadat hij eerder had ingeoefend wat hij eerst wou zeggen. Vlak voor de South Tower de grond raakt, roept hij nog We better get out of the way! en verklapt zijn stem duidelijk een doodangst. Hij kon de nabije omgeving van de torens op tijd ontvluchten. Vervolgens trok hij het getroffen gebied in om de sporen van vernieling alsmede getuigenissen van slachtoffers op beeld te zetten. Ook de tweede instorting, van de North Tower, heeft zijn cameraman Marty Glembotzky weten vast te leggen van redelijk dichtbij. Na de aanslagen overnachtte Burkett drie maal in zijn nieuwsbusje en bleef verslag uitbrengen op de World Trade Center site.
Burkett en Glembotzky wonnen een Emmy Award voor Outstanding On-Camera Achievement. Anno 2022 is N.J. Burkett senior reporter, de meest ervaren journalist, bij ABC7NY. Hij werd in 2016 vice-voorzitter van de National Academy of Television Arts and Sciences, de organisatie achter de Emmy Awards.

## Prijzen
- Emmy Award for Outstanding On-Camera Achievement (2003 en 2007)
- Edward R. Murrow Award
- Alfred I. duPont–Columbia University Award
- George Foster Peabody Award